# Łyżwiarstwo szybkie na Zimowych Igrzyskach Olimpijskich 2022 – 5000 m kobiet
Bieg na 5000 metrów kobiet rozgrywany w ramach łyżwiarstwa szybkiego na Zimowych Igrzyskach Olimpijskich 2022 odbył się 7 lutego w hali National Speed Skating Oval.

## Terminarz
| Data     | Konkurencja | Godzina rozpoczęcia | Godzina rozpoczęcia |
| Data     | Konkurencja | UTC+08:00           | CET                 |
| -------- | ----------- | ------------------- | ------------------- |
| 7 lutego | Finał       | 20:00               | 13:00               |

## Rekordy
Rekordy obowiązujące przed rozpoczęciem igrzysk.
| Rekord            | Zawodnik          | Czas    | Miejsce        | Data           |
| ----------------- | ----------------- | ------- | -------------- | -------------- |
| Rekord świata     | Natalja Woronina  | 6:39,02 | Salt Lake City | 15 lutego 2020 |
| Rekord olimpijski | Claudia Pechstein | 6:46,91 | Salt Lake City | 23 lutego 2002 |

## Wyniki
| Miejsce | Para | Linia | Zawodniczka            | Reprezentacja               | Czas    | Strata | Uwagi |
| ------- | ---- | ----- | ---------------------- | --------------------------- | ------- | ------ | ----- |
| 01 !    | 6    | I     | Irene Schouten         | Holandia                    | 6:43,51 |        | OR    |
| 02 !    | 5    | I     | Isabelle Weidemann     | Kanada                      | 6:48,18 | +4,67  |       |
| 03 !    | 4    | I     | Martina Sáblíková      | Czechy                      | 6:50,09 | +6,58  |       |
| 4.      | 6    | O     | Francesca Lollobrigida | Włochy                      | 6:51,76 | +8,25  |       |
| 5.      | 5    | O     | Ragne Wiklund          | Norwegia                    | 6:56,34 | +12,83 |       |
| 6.      | 3    | O     | Natalja Woronina       | Rosyjski Komitet Olimpijski | 6:56,99 | +13,48 |       |
| 7.      | 3    | I     | Sanne in 't Hof        | Holandia                    | 6:59,77 | +16,26 |       |
| 8.      | 4    | O     | Misaki Oshigiri        | Japonia                     | 7:01,17 | +17,66 |       |
| 9.      | 1    | O     | Maryna Zujewa          | Białoruś                    | 7:02,91 | +19,40 |       |
| 10.     | 1    | I     | Momoka Horikawa        | Japonia                     | 7:06,92 | +23,41 |       |
| 11.     | 2    | I     | Han Mei                | Chińska Republika Ludowa    | 7:08,37 | +24,86 |       |
| 12.     | 2    | O     | Magdalena Czyszczoń    | Polska                      | 7:21,49 | +37,98 |       |